# Creve Coeur (Illinois)
Creve Coeur falu az USA Illinois államában, Tazewell megyében. Lakosainak száma 4934 fő (2020. április 1.).

## Népesség
A település népességének változása:
| Lakosok száma | 350  | 5448 | 5451 | 4934 |
|               | 1930 | 2000 | 2010 | 2020 |

## Közlekedés
A CityLink buszjáratot üzemeltet a 23-as úton, amely Creve Coeurt köti össze Peoria és Pekin belvárosával, valamint más célállomásokkal.